# 不思議の国のアリス

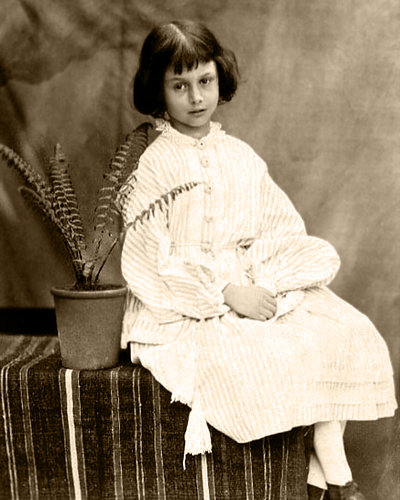
7歳のアリス・リデル / キャロルによる1860年のポートレート。

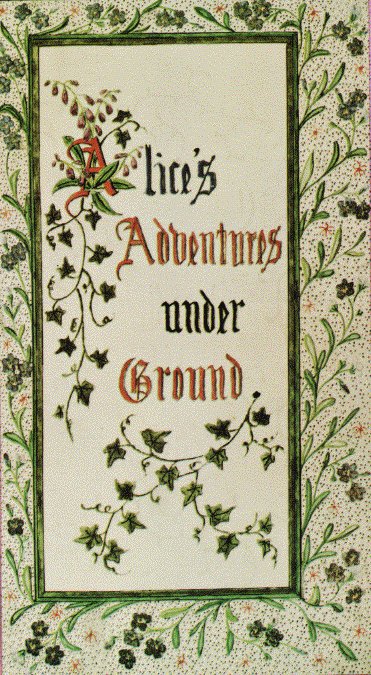
手書き本『地下の国のアリス』/ 表紙はゴシッククアドラータ（ブラックレター）のカリグラフィーと野に咲く草花のイラストで装飾されている。

『不思議の国のアリス』（ふしぎのくにのアリス、英: Alice's Adventures in Wonderland）は、イギリスの数学者チャールズ・ラトウィッジ・ドドソン がルイス・キャロルの筆名で書いた児童小説。1865年刊行。
幼い少女アリスが白ウサギを追いかけて不思議の国に迷い込み、しゃべる動物や動くトランプなどさまざまなキャラクターたちと出会いながらその世界を冒険するさまを描いている。キャロルが知人の少女アリス・リデルのために即興でつくって聞かせた物語がもとになっており、キャロルはこの物語を手書きの本にして彼女にプレゼントする傍ら、知人たちの好評に後押しされて出版に踏み切った。1871年には続編として『鏡の国のアリス』が発表されている。
『アリス』の本文には多数のナンセンスな言葉遊びが含まれており、作中に挿入される詩や童謡の多くは当時よく知られていた教訓詩や流行歌のパロディとなっている。イギリスの児童文学を支配していた教訓主義から児童書を解放したとして文学史上確固とした地位を築いているだけでなく、聖書やシェイクスピアに次ぐといわれるほど多様な言語に翻訳され、引用や言及の対象となっている作品である。本作品に付けられたジョン・テニエルによる挿絵は作品世界のイメージ形成に大きく寄与しており、彼の描いたキャラクターに基づく関連商品が数多く作られるとともに、後世の『アリス』の挿絵画家にも大きな影響を及ぼしている。ディズニーのアニメーション映画『ふしぎの国のアリス』（1951年公開）をはじめとして映像化や翻案・パロディの例も数多い。

## 成立
『不思議の国のアリス』成立の発端は、作品出版の3年前の1862年7月4日にまで遡る。この日キャロル（ドドソン）は、かねてから親しく付き合っていたリデル家 の三姉妹、すなわちロリーナ（Lorina Charlotte Liddell、13歳）、アリス（Alice Pleasance Liddell、10歳）、イーディス（Edith Mary Liddell、8歳）、それにトリニティ・カレッジの同僚ロビンスン・ダックワースとともに、アイシス川 をボートで遡るピクニックに出かけた。
この行程は、オックスフォード近郊のフォーリー橋から始まり、5マイル離れたゴッドストウ村で終わった。その間キャロルは少女たち、特にお気に入りであったアリスのために、「アリス」という名の少女の冒険物語を即興で語って聞かせた。キャロルはそれまでにも彼女たちのために即興で話をつくって聞かせたことが何度かあったが、アリスはその日の話を特に気に入り、自分のために物語を書き留めておいてくれるようキャロルにせがんだ。キャロルはピクニックの翌日からその仕事に取り掛かり、8月にゴッドストウへ姉妹と出かけた際には物語の続きを語って聞かせた。この手書きによる作品『地下の国のアリス』が完成したのは1863年2月10日のことであったが、キャロルはさらに自分の手で挿絵や装丁まで仕上げたうえで、翌1864年11月26日にアリスにこの本をプレゼントした。
さらにこの間、キャロルは知己であり幻想文学・児童文学の人気作家であったジョージ・マクドナルドとその家族に原稿を見せた。マクドナルド夫妻は手紙で、作品を正式に出版することをキャロルに勧め、また夫妻の6歳の息子グレヴィルが「この本が6万部あればいいね」と言ったことがキャロルを励ました。こうしてキャロルは出版を決意し、『地下の国のアリス』から当事者にしかわからないジョークなどを取り除き、「チェシャ猫」や「狂ったお茶会」などの新たな挿話を書き足して、もとの18,000語から2倍ちかい35,000語の作品に仕上げ、タイトルも『不思議の国のアリス』に改めた。出版社は1863年末にロンドンのマクミラン社と決まった。マクミラン社は当時、自社で出したばかりのチャールズ・キングスレーの児童書『水の子どもたち』が好評を得ていたため、キャロルの物語に興味を示したものと思われる。挿絵は『パンチ』の編集者トム・テイラーの紹介によって、同誌の看板画家ジョン・テニエルに依頼された。挿絵にこだわりを持っていたキャロルはテニエルと何度も連絡をとり、細かい注文をつけてテニエルを閉口させたが、二人のやりとりのあとを示す書簡は今日では残っていない。

## 出版

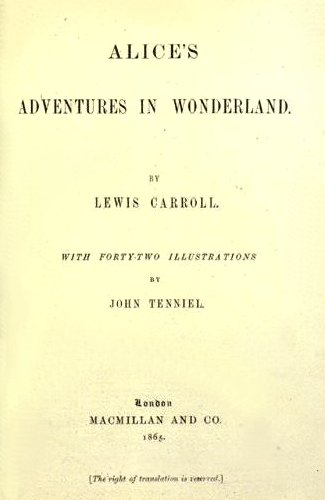
『不思議の国のアリス』初年版の標題紙

『不思議の国のアリス』は、前述の『水の子どもたち』と同じ18センチメートル×13センチメートルの判形に、赤い布地に金箔を押した装丁と決まり、1865年7月に2000部が刷られた。出版はマクミラン社だが、挿絵代もふくめ出版費用はすべてキャロル自身が受け持っている（当時こうしたかたちの出版契約はめずらしくなかった）。このため、キャロルは自分が好むままの本作りをすることができたのである。ところが、挿絵を担当したテニエルが初版本の印刷に不満があるとただちに手紙で知らせてきたため、キャロルはマクミラン社と相談のうえで出版の中止を取り決め、初版本をすべて回収し文字組みからやり直さなければならなくなった。

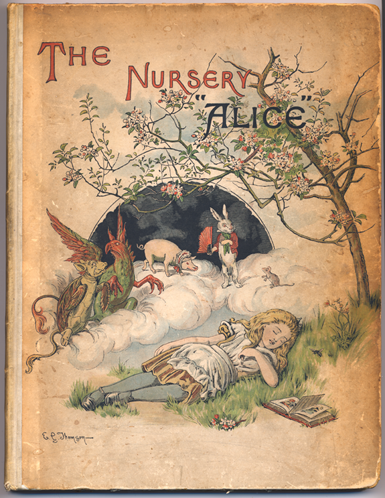
『子供部屋のアリス』表紙 / 絵はエミリー・ガートルード・トムソンの手になるもので、叢（くさむら）で眠るアリスと不思議な世界の者たちを一つの画面に収めてカラフルに描いている。

印刷のやり直しは費用を負担しているキャロルにとって痛手であったが、こうして1865年11月に刊行された『不思議の国のアリス』は着実に売れていき、1867年までに1万部、1872年には3万5000部、1886年には7万8000部に達した。キャロルは本を寄贈した知人たち（その中にはダンテ・ゲイブリエル・ロセッティや、前述のチャールズ・キングスリーの弟ヘンリー・キングスリーらがいた）から好評を得たばかりでなく、各紙の書評でいずれも無条件の賞賛を受けた。キャロルは当時の日記に19の書評をリストしており、その中には『アリス』を「輝かしい芸術的宝物」と評した『リーダー』紙をはじめ『プレス』『ブックセラー』『ガーディアン』などが含まれている。『パブリッシャー・サーキュラー』は、その年の200冊の子供の本のうち「もっとも魅力のある本」に『アリス』を選んだ。「わざとらしい凝りすぎた話」として批判した『アシニーアム』は唯一の例外であった。
この『不思議の国のアリス』の出版により、ルイス・キャロルの名は1、2年の間に広く知られるようになった。好評を受けたキャロルは『アリス』の続編を企画しはじめ、1866年頃より『鏡の国のアリス』の執筆をはじめた。この続編は1871年のクリスマスに出版、翌年のキャロルの誕生日（1月27日）までの間に1万5000部を売り上げた。二つの『アリス』の物語は以後途切れることなく版を重ね続け、マクミラン社はキャロルが死去した1898年までに、『不思議の国のアリス』を15万部以上、後述の続編『鏡の国のアリス』も10万部以上を出版している。
1886年、『不思議の国のアリス』の原型である『地下の国のアリス』の複製本が出版された。キャロルが『アリス』の人気をみて、読者が元となった手書き本を見たいのではないかと考えたもので、キャロルは出版にあたり、ハーグリーヴス夫人となっていたアリスに許可を求めて原本を借り受けた。1889年にはキャロル自身の手で幼児向けに脚色された『子供部屋のアリス』が出版された。この作品ではまたテニエル自身が自分の過去の挿絵に彩色を施している。

## あらすじ
ある日、アリスは川辺の土手で読書中の姉の傍で退屈を感じながら座っていた。すると、そこに服を着た白ウサギが、人の言葉を喋りながら通りかかる。驚いたアリスは、白ウサギを追いかけて、ウサギ穴に落ち、さまざまなものが壁の棚に置いてあるその穴を長い時間をかけて落下する。着いた場所は、広間になっていた。アリスは、そこで金の鍵と通り抜けることができないほどの小さな扉を見つける。その傍には不思議な小瓶があり、それを飲んだアリスはみるみる小さくなる。しかし、今度は鍵をテーブルに置き忘れて、取れなくなってしまう（第1章 ウサギ穴に落ちて）。次に、アリスは、不思議なケーキを見つける。しかし、それを食べると、今度は身体が大きくなりすぎてしまい、部屋から出られなくなった。困ったアリスは泣き出し、その大量の涙で池が出来てしまう。アリスは、白ウサギが落としていった扇子の効果で再び小さくなるが、足を滑らせて自分の作った池にはまり込む。そこにネズミをはじめとして、さまざまな鳥獣たちが泳いで集まってくる（第2章 涙の池）。
アリスと鳥獣たちは、岸辺に上がり、体を乾かすために「コーカス・レース」という、円を描いてぐるぐるまわる競走を行う。それから、アリスはネズミにせがんで、なぜ彼が犬や猫を怖がるのかを話してもらう。この話に対して、アリスは、飼い猫のダイナの自慢話を始めてしまう。そして、この猫がネズミも鳥も食べると聞いた動物たちは、逃げ去ってしまう（第3章 コーカス・レースと長い尾話）。一人になったアリスのもとに白ウサギが戻ってきて、アリスをメイドと勘違いして自分の家に使いに行かせる。そこで、アリスは、小瓶を見つけて飲んでしまい、この効果で再び身体が大きくなり、部屋の中に詰まってしまう。白ウサギは、「トカゲのビル」を使ってアリスを追い出そうとするが、失敗に終わる。その後、白ウサギたちは、家のなかに小石を投げ入れた。この小石が体を小さくさせるケーキに変わったため、アリスは再び小さくなって家から出られるようになる（第4章 白ウサギがちびのビルを使いに出す）。
アリスは、動物たちや大きな子犬から逃れて、森に入った。そこで、キノコの上で大きなイモムシに出会う。イモムシは、ぞんざいな態度でアリスにあれこれ問いただした後、キノコの一方をかじれば大きく、反対側をかじれば小さくなれると教えて去る。アリスは、キノコを少しずつかじり調節しながら元の大きさに戻る。次に、小さな家を見つけ、そこに入るために小さくなるほうのキノコをかじる（第5章 イモムシの助言）。その家は公爵夫人の家であり、家の前ではサカナとカエルの従僕がしゃちほこばった態度で招待状のやり取りを行っている。家の中には、赤ん坊を抱いた無愛想な公爵夫人、やたらとコショウを使う料理人、それにチェシャ猫がいた。料理人は、料理の合間に手当たり次第に、赤ん坊にものを投げつける。アリスは、公爵夫人から赤ん坊を渡されるが、家の外に出るとそれは豚になって森に逃げていく。アリスが森を歩いていくと、樹上にチェシャ猫が出現し、アリスに三月ウサギと帽子屋の家へ行く道を教えたあと、「笑わない猫」ならぬ「猫のない笑い」(a grin without a cat) を残して消える（第6章 豚とコショウ）。
三月ウサギの家の前に来ると、そこでは三月ウサギ、帽子屋、ネムリネズミがテーブルを出して、終わることのないお茶会を開いている。帽子屋は、同席したアリスに答えのないなぞなぞ をふっかけたり、女王から死刑宣告を受けて以来時間が止まってしまったといった話をしたりする。しかし、アリスは、好き勝手に振舞う彼らに我慢がならなくなり、席を立つ。すると、近くにドアのついた木が見つかった。入ってみると、アリスが最初にやってきた広間に出る。そこで、アリスは、キノコで背を調節し、金の鍵を使って、今度こそ小さな扉を通ることができる（第7章 狂ったお茶会）。通り抜けた先は美しい庭で、そこでは手足の生えたトランプが庭木の塗り替えをしている。そこにハートの王と女王たちが兵隊や賓客をともなって現われる。癇癪持ちの女王は、庭師たちに死刑宣告をした後、アリスにクロッケー大会に参加するよう促す。しかし、そのクロッケー大会は、槌の代わりにフラミンゴ、ボールの代わりにハリネズミ、ゲートの代わりに生きたトランプを使っているので、すぐに大混乱に陥る。そこに、チェシャ猫が空中に頭だけ出して出現し、女王たちを翻弄する。しかし、女王が飼い主の公爵夫人を呼び出すころには、チェシャ猫は再び姿を消している（第8章 女王陛下のクロッケー場）。
やってきた公爵夫人は、なぜか上機嫌で、アリスが何かを言う度に、教訓を見つけ出して教える。女王は、公爵夫人を立ち去らせ、クロッケーを続けようとする。しかし、参加者に次々と死刑宣告をしてまわるので、ついに参加者がいなくなってしまう。女王は、アリスに代用ウミガメの話を聞いてくるように命令し、グリフォンに案内をさせる。アリスは、代用ウミガメの身の上話として、彼が本物のウミガメだったころに通っていた学校の教練について聞かされる。なお、この教練は、キャロルの言葉遊びによってでたらめな内容になっている。たとえば、読み方 (Reading) ではなく這い方 (Reeling)、絵画 (Drawing) ではなくだらけ方 (Drawling) などである（第9章 代用ウミガメの話）。しかし、グリフォンが口をはさんだので、今度は遊びの話をすることになる。代用ウミガメとグリフォンは、アリスに「ロブスターのカドリール」のやり方を説明し、節をつけて実演してみせる。そのうち裁判の始まりを告げる呼び声が聞こえてきたので、グリフォンは、唄を歌っている代用ウミガメを放っておいて、アリスを裁判の場へ連れてゆく（第10章 ロブスターのカドリール）。
玉座の前で行われている裁判では、ハートのジャックが女王のタルトを盗んだ疑いで起訴されており、布告役の白ウサギが裁判官役の王たちの前でその罪状を読み上げる。アリスは、陪審員の動物たちに混じって裁判を見物する。しかし、その間に自分の身体が勝手に大きくなりはじめていることを感じる。裁判では、証人として帽子屋、公爵夫人の料理人が呼び出され、続いて3人目の証人としてアリスの名が呼ばれる（第11章 誰がタルトを盗んだ？）。アリスは、何も知らないと証言する。しかし、王たちは新たな証拠として提出された詩を検証して、それをジャックの有罪の証拠としてこじつける。アリスは、裁判の馬鹿げたやり方を非難しはじめ、ついに「あんたたちなんか、ただのトランプのくせに！」と叫ぶ。すると、トランプたちはいっせいに舞い上がってアリスに飛びかかる。アリスが驚いて悲鳴をあげると、次の瞬間、アリスは、自分が姉の膝を枕にして土手の上に寝ていることに気がつく。自分が夢を見ていたことに気づいたアリスは、姉に自分の冒険を語って聞かせた後で、走り去ってゆく。一人残った姉は、アリスの将来に思いを馳せる。

## キャラクター

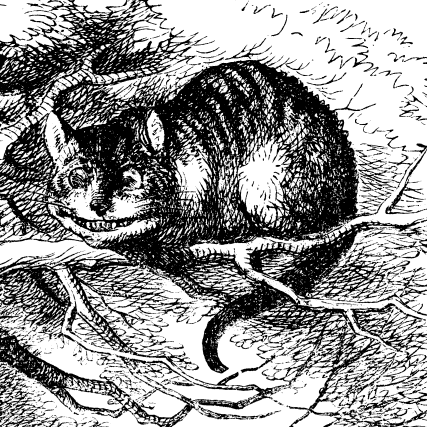
ニヤニヤ笑う、木の上のチェシャ猫

お茶会で歌う帽子屋

作中に登場する多彩なキャラクターのいくつかは、本作を特徴付ける言葉遊びによって創作されたものである。アリスに道を教えた後に「猫のない笑い」となって消えるチェシャ猫は、「チェシャ猫みたいにニヤニヤ笑う」(grin like a Cheshire cat) という、当時はよく知られていた英語の慣用句がもとになっている。第7章で「狂ったお茶会」を開いている帽子屋、三月ウサギは、ともに「帽子屋のように気が狂っている」(“mad as a hatter”) 「三月のうさぎのように気が狂っている」(mad as a march hare) という、やはり当時は一般的であった英語の慣用句をもとにキャロルが創作したキャラクターである。第9章、第10章に登場する代用ウミガメ (The Mock Turtle) は、「代用ウミガメスープ」“Mock Turtle Soup”という言葉から作られている。これはウミガメの代わりに子牛の肉を使ったスープで、したがって「ウミガメスープに似せたスープ」のことだが、これを「代用ウミガメ」の「スープ」と解した言葉遊びになっている。
もともとは身内向けの物語であった本作には、その名残としてキャロルとアリス・リデルの身辺の人々を暗示するキャラクターや言及がある。第3章で行われるコーカス・レースは、この作品自体が作られたキャロルたちのピクニックでの出来事をほのめかしており、そこに登場する動物のドードー鳥はキャロル（ドドソン）、アヒル (Duck) はロビンソン・ダックワース、インコ (Lory) はロリーナ・リデル、子ワシ (Eaglet) はイーディス・リデルをそれぞれ暗示している。リデル三姉妹はまた、ネムリネズミの物語の中の3人の小さな姉妹としてもほのめかされている。ほかにも、白ウサギはリデル家のかかりつけの医師であったヘンリー・アクランド、「尾話」を披露するネズミはリデル家の家庭教師ミス・プリケット、代用ウミガメの身の上話に言及される教師のアナゴは、リデル家の美術家庭教師であったジョン・ラスキンをそれぞれモデルにしているなど、登場人物ごとに様々な推定がなされている。

## 詩と童謡
本作品に挿入されている詩や童謡の多くは、当時よく知られていた教訓詩や流行歌のパロディになっており、元になっている作品は若干の例外を除いて今では忘れ去られている。以下特にタイトルのないものは書き出しを示す。
- 「黄金色の昼下がりに…」 (All in the golden afternoon ...) ：巻頭に掲げられている献呈詩。全体として、この物語成立の発端となった1862年7月24日のボート遊びと、そこで3人姉妹にお話をせがまれた情景を詠んでいる[39]。
- 「小さな鰐の、なんと…」 (How doth the little crocodile ...) ：第2章で、教訓詩を暗誦しようとしたアリスがなぜか間違えてそらんじてしまう、小さな鰐が鱗を磨きあげる様子を描いた戯詩。アリスが暗誦しようとしたのは、著名な賛美歌作者アイザック・ウォッツ（1676-1748) の、当時もっともよく知られていた詩「怠惰と悪戯心に抗って」 (Against Idleness and Mischief) であり、「小さな鰐の」はこの教訓詩のパロディになっている。原詩は蜜蜂の熱心な働きを讃えて勤勉を称揚する内容[40]。
- 「ヒューリーがネズミに言った、…」 (Fury said to a mouse, That ...) ：第3章で、アリスに請われたネズミが、自分が犬や猫を嫌うようになった理由として披露する詩。一種のカリグラムになっており、この部分は文字がネズミの尻尾のようにうねって配列されている。内容は、あるネズミが犬のフューリーから、突然告訴すると言い立てられ、陪審員も裁判官も自分で担当して死刑にしてやると脅されるという不条理なもので、猫は登場しない。キャロルは詩人のテニスンから、長い行から始まってだんだん詩行が短くなってゆく妖精の詩を夢に見たという話を聞いたことがあり、これがこの詩の着想のもとになっている。手書き本『地下の国のアリス』では、この部分は犬と猫が連れ立ってマットの下のネズミたちをつぶしてしまうという、もっと話の流れに合った内容のものであった[41]。

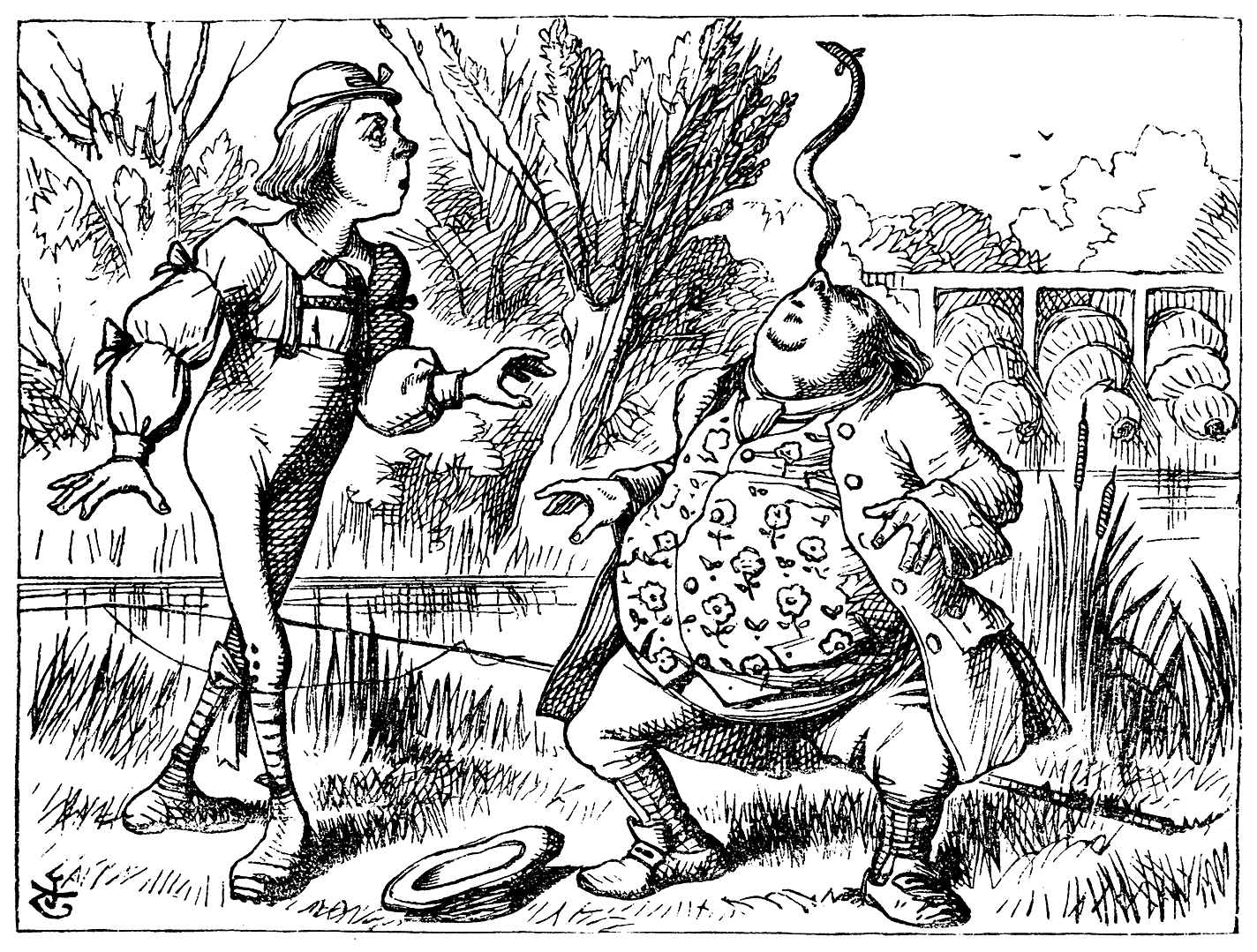
「もう年だろう、ウィリアム父さん。…」

- 「もう年だろう、ウィリアム父さん、…」 ("You are old, Father William" ...) ：第5章で、イモムシに促されて教訓詩を暗誦しようとしたアリスが誤ってそらんじてしまう戯詩で、ナンセンス詩の傑作として評価されているものの一つ。老年に達したウィリアム父さんが、にもかかわらず逆立ちや宙返りといった驚異的な身体能力を見せるので、その秘訣を息子から問われてそれに答えるというもの。アリスが暗誦しようとしたのは、同じ詩句ではじまるロバート・サウジーの教訓詩「老いた男の安楽、それはいかにして得られたか」(The Old Man's Comforts and How He Gained Them) であり、「ウィリアム父さん」はそのパロディになっている。原詩は、ウィリアム神父 (Father William) が老年の健康で静謐な生活の秘訣を若者から問われて、若いころの慎み深い信仰生活の大切さにあると答えるというもの[42]。
- 「幼な子はどなりつけろ、…」 Speak roughly to your little boy...) ：第6章で公爵夫人が赤ん坊への子守唄として唄う、幼な子を手荒く扱うように勧める内容の詩。元になっているのは「優しく語りかけよ」 (Speak Gently) という、様々な人に優しい言葉をかけることの大切さを説く感傷的な詩で、当時は非常によく知られていた流行詩であった[43]。この原詩の作者は確定しておらず、フィラデルフィアのデイヴィッド・ベイツ説、アイルランド生まれのジョージ・ワシントン・ラングフォード説などがあったが、1986年になって、「D・B」と署名されたこの詩が1845年の新聞に掲載されていたことがわかり、現在ではベイツ説が有力となっている[44]。
- 「きらきら光る、お空のコウモリ…」 (Twinkle, twinkle little bat...) ：第7章で帽子屋がアリスに披露する、お盆のように空を飛ぶコウモリのことを唄った唄。帽子屋は、これを音楽会で唄ったところ女王の不興を買って死刑を宣告されたと説明する。この唄は現在でもよく知られている童謡「きらきら星」のパロディである。この原詩は18世紀のフランスのシャンソンを基にして、19世紀初めにジェーン・テイラーが作った替え歌「The Star」であり、マザー・グースの一つにも数えられる。なおキャロルのオックスフォード大学の同僚の数学教授に「コウモリ」とあだ名される、難解な講義をすることで知られていたバーソロミュー・プライスという人物がおり、この戯詩は彼の講義に対する風刺になっているらしい[45]。
- 「もう少し早く歩けないか、…」 ("Will you walk a little faster?" ...) ：第10章で「ロブスターのカドリール」を実演しながら代用ウミガメが唄う唄で、子鱈がカタツムリを海辺のダンスに誘うという内容。この詩はメアリー・ハウィット（英語版）による、古い唄の言い回しを踏まえた「蜘蛛と蝿」という詩の出だしをもじったものになっている。原詩は蝿が蜘蛛に螺旋階段の上に来るよう誘うというもの[46]。

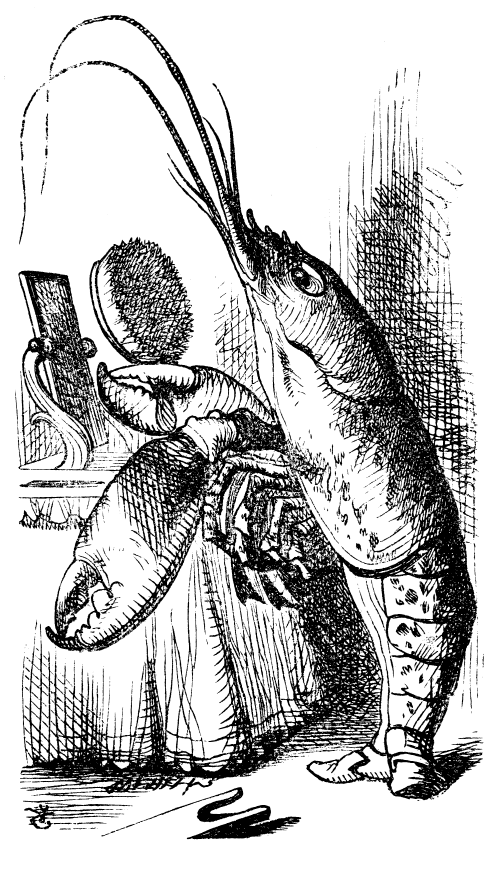
「ロブスターが喋っている…」

- 「ロブスターが喋っている…」 (Tis the voice of the lobster, ...) ：第11章で、アリスが代用ウミガメとグリフォンに促されて、自分でもわけがわからずに諳んじてしまう詩。アリスが暗誦しようとしたのは前述のアイザック・ウォッツによる、怠惰を戒める教訓詩「怠け者」（The Sluggard) であり、原詩はものぐさな人の見苦しい生活を詠んだものであるが、アリスはこれをロブスターが身だしなみを整えたり、フクロウと豹がパイを取り合ったりするわけの分からない内容にしてしまう[47]。
- 「海亀のスープ」 （Turtle Soup) ：第11章の終わりに代用ウミガメが唄う、ひたすら海亀スープを讃える唄。元になっているのは、夜空の美しい星を讃えるジェームズ・M・セイルス作詞作曲の流行歌「夜の星、美しき星」(Star of the Evening, Beautiful Star) である。キャロルの1862年8月1日の日記に、リデル姉妹がこの唄を唄ってくれたとある[48]。
- 「ハートの女王」(The Queen of Hearts) ：第12章の裁判の場面で、布告役の白ウサギがハートのジャックの罪状として読み上げる詩。これは1782年4月の『ヨーロピアン・マガジン』に掲載されていた4連からなる詩の最初の4行を手を加えずに流用したもので、キャロルが使用したことで有名になりマザー・グースの一つに数えられることになった。使用部分はハートの女王が作ったタルトをハートのジャックが盗んだというもので、もとの詩ではハートのキングからスペード、クラブ、ダイヤと続いていく[49]。
- 「君は彼女のところに行って…」 (They told me you had been to her...)  ：第12章で白ウサギがジャックの犯罪の証拠として読み上げる、あいまいな指示代名詞のためにほとんど理解不能なナンセンス詩。ハートの王はこの内容をこじつけてジャックの罪に無理やり結び付けようとする。これはキャロルが1855年に『ロンドン・コミック・タイムズ』に発表した8連のナンセンス詩をかなり改変して使用したものである。改変前の詩の最初の行は、ウィリアム・ミーによる感傷的な流行歌「アリス・グレイ」の第一節を真似ているが、ミーのこの歌はアリスという名の少女に思いを寄せる男を歌ったものであった[50]。

## 挿絵

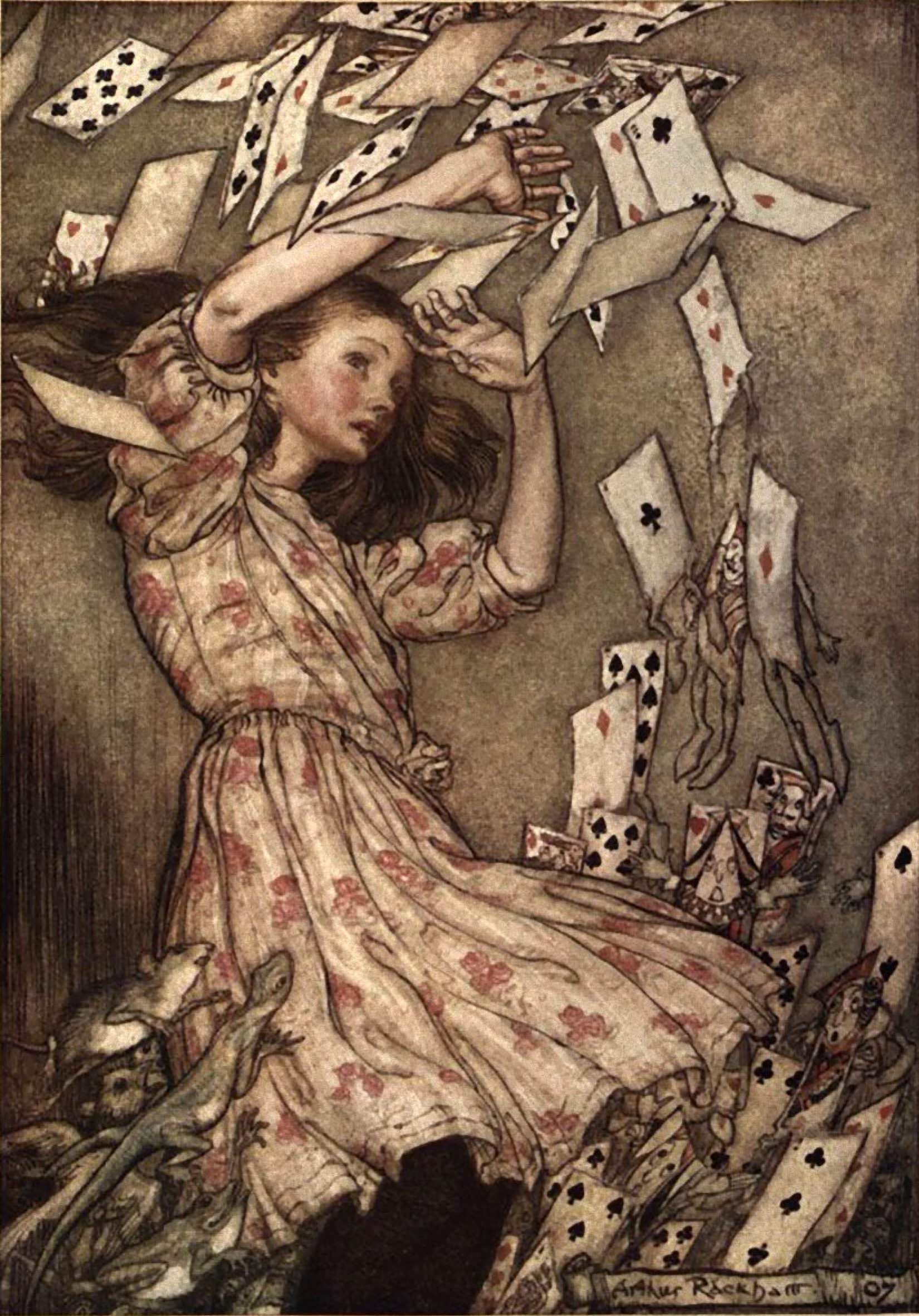
アーサー・ラッカムの挿絵で、トランプたちがアリスに飛び掛かるシーン。ラッカムの挿絵（1907年）はテニエルのそれに次いで人気が高い（海野弘）。

ジョン・テニエルが挿絵を付けた『不思議の国のアリス』と続編『鏡の国のアリス』は、物語とその挿絵が非常によく合った例として知られており、児童書における挿絵の重要性を示したものとして評価されている。物語の冒頭で主人公アリスが「挿絵も会話もない本なんて、なにが面白いんだろう」と訝るように、作者のキャロルは挿絵を重要視しており、手書き本『地下の国のアリス』を『不思議の国のアリス』として刊行する際、自分の絵の技量に不足を感じてプロのイラストレーターであるテニエルに依頼した。もっとも現在では、手書き本に付けられたキャロルによる挿絵に対しても、ナンセンスな物語に対してその稚拙な絵が却って効果を挙げているという評価もある。
『アリス』の挿絵は、当時イギリスの出版界において一般的であった木口木版（こぐちもくはん、木材を縦軸に対して直角に輪切りにしたものを用いる木版画）で刷られており、この分野でもっとも名声を得ていたダルジール兄弟が彫版を担当した。キャロルはテニエルの挿絵に対して細かな指示を行い彼をうんざりさせたが、しかし『アリス』の版形が途中で変更になった際にテニエルに了承を取ったり、前述のように初版本の印刷状態に対するテニエルのクレームを受け入れて回収するなど、テニエルの仕事に対し尊敬を持って接していたこともわかる。主人公アリスの容姿についても、キャロルとテニエルの間で何度も議論を重ね、結果として黒髪のおかっぱ頭であったアリス・リデルには似せず、額を出した金髪の姿にすることに決められたらしい。この金髪のアリスについては、キャロルの提案でメアリー・ヒルトン・パドコックという少女の写真がモデルに使われたとしばしば言われてきたが、キャロルがこの写真を購入した時点ですでにテニエルが12点の挿絵を仕上げていることなどからして、あまり信憑性のある説ではないと考えられる。
キャロルが細かな指示を与えているテニエルの挿絵は物語と不可分なものと考えられているが、1907年にイギリスで作品の著作権が切れて以降、アーサー・ラッカム、チャールズ・ロビンソン、ペーター・ニューエル、ウィリー・ポガニー、マーヴィン・ピーク、トーベ・ヤンソン、ラルフ・ステッドマン、金子國義、山本容子など、世界中の様々な挿絵画家がアリスの物語の新たな挿絵をつけ、独自の解釈でテニエルのイメージを更新し続けている。

## 評価・分析
『不思議の国のアリス』とその続編『鏡の国のアリス』は、それまでの旧弊な教訓物語から脱し、児童文学の新しい地平を切り開いた作品として評価されている。ピューリタン的な伝統の強いイギリスでは、子供のための本はあってもそれは子供に知識を得させるため、信仰心や道徳心を植えつけるためのものであり、当時、そうした子供に対する「教訓」を内に含まない本は稀であった。児童作家の文章も型にはまったものが多く、しばしば不必要に飾り立てられ、また単音節の語を多用することによって単調になりがちになった。彼らにとって子供はあくまで教化の対象であり、未完成な、知力も感受性もない存在と見なされ、物語の中では子供はしばしば無知や病苦、貧困とセットにして描かれていた。
そうした中にあって、教訓をいっさい含まず、純粋に子供を愉しませるために書かれた『アリス』の登場は画期的なものであった。キャロルは読み手である子供をあくまで自分と対等な存在として扱い、その文章もそれまでの児童書の約束事からはずれ、長い多音節の単語や子供には難しい概念を、分かりやすい冒険物語の流れに組み込むことによって躊躇なく使用した。作中で多用される言葉遊び、パロディ、ナンセンスの要素もまた、旧来の児童文学の伝統を打ち壊すのに大きな役割を担っている。こうした言葉遊びは純粋に言葉によって子供を愉しませる一方で、当時よく知られていた教訓詩が地口や意味のずらしによって馬鹿馬鹿しい詩に変えられ、児童教育にはびこる教訓主義はどんなことに対しても教訓を見つけ出してみせる公爵夫人の登場によって茶化され、初等教育の詰め込み主義は代用ウミガメの語る学校の思い出によって風刺される。こうした要素はまた、キャロル自身が子供時代に受けた苦痛の反映でもあるが、キャロルのナンセンスは風刺の域を突き抜けて、ときに人間存在の暗い部分にまで届く。

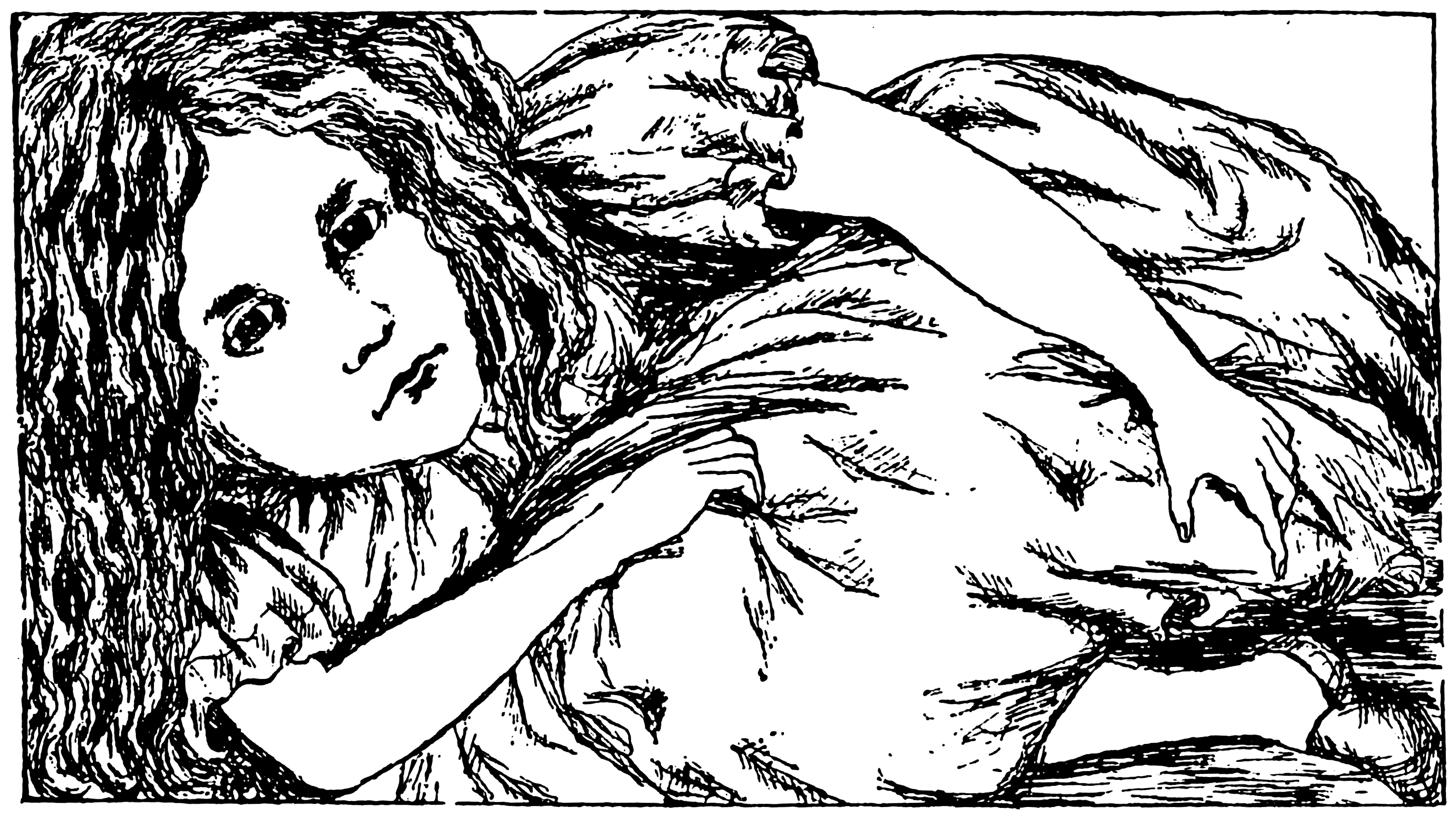
アリスが巨大化して部屋に閉じ込められるシーンの、キャロル自身の手になる挿絵。子宮に閉じ込められた胎児を思わせる（ウィリアム・エンプソン）。

二つのアリスの物語は児童文学の流れを語る上で欠くことのできない古典として確固とした位置をしめており、児童文学作品としては他に類を見ないほど多種類の批評研究の対象とされてきた。作品の時代背景とともに作者の実人生が詳細に調べられて作品と関連付けられ、キャロルだけでなくアリス・リデルの伝記も書かれている。こうした歴史的・伝記的解釈の一方で、アリスの物語はさかんにフロイト流の精神分析の対象にもされた。こうした解釈においては、しばしば物語がヴィクトリア朝社会の性道徳に抑圧された作者の性的欲求の反映と見なされ、例えば初期の分析では、アリスが落ちていく長い穴や廊下、そこで見つける鍵と扉、そこにかかっているカーテンはいずれも女性の身体や服の象徴であり、長く伸びる首は男性器の象徴と見なされた。あるいはその長い穴が子宮であるとすれば、涙の池は羊水を表し、そして大きくなって胎児のように部屋に閉じ込められるアリスは「誕生のトラウマ」の主題を繰り返しているのかもしれない（ウィリアム・エンプソン）。
しかしこうした分析は、作品の精神的な背景の一面を示すことはあるものの、必ずしも常に作品の本質につながりうるものではないし、また必ずしも作品の全体的な理解につながるわけでもない。『アリス』の注釈者マーティン・ガードナーは、アリスの物語は（「あらゆる偉大な空想物語と同様に」）どんな象徴的解釈の類型にでも容易に当てはめることができるとして、こうした比喩的・象徴的な解釈を自身の注釈から排除している。

## 影響

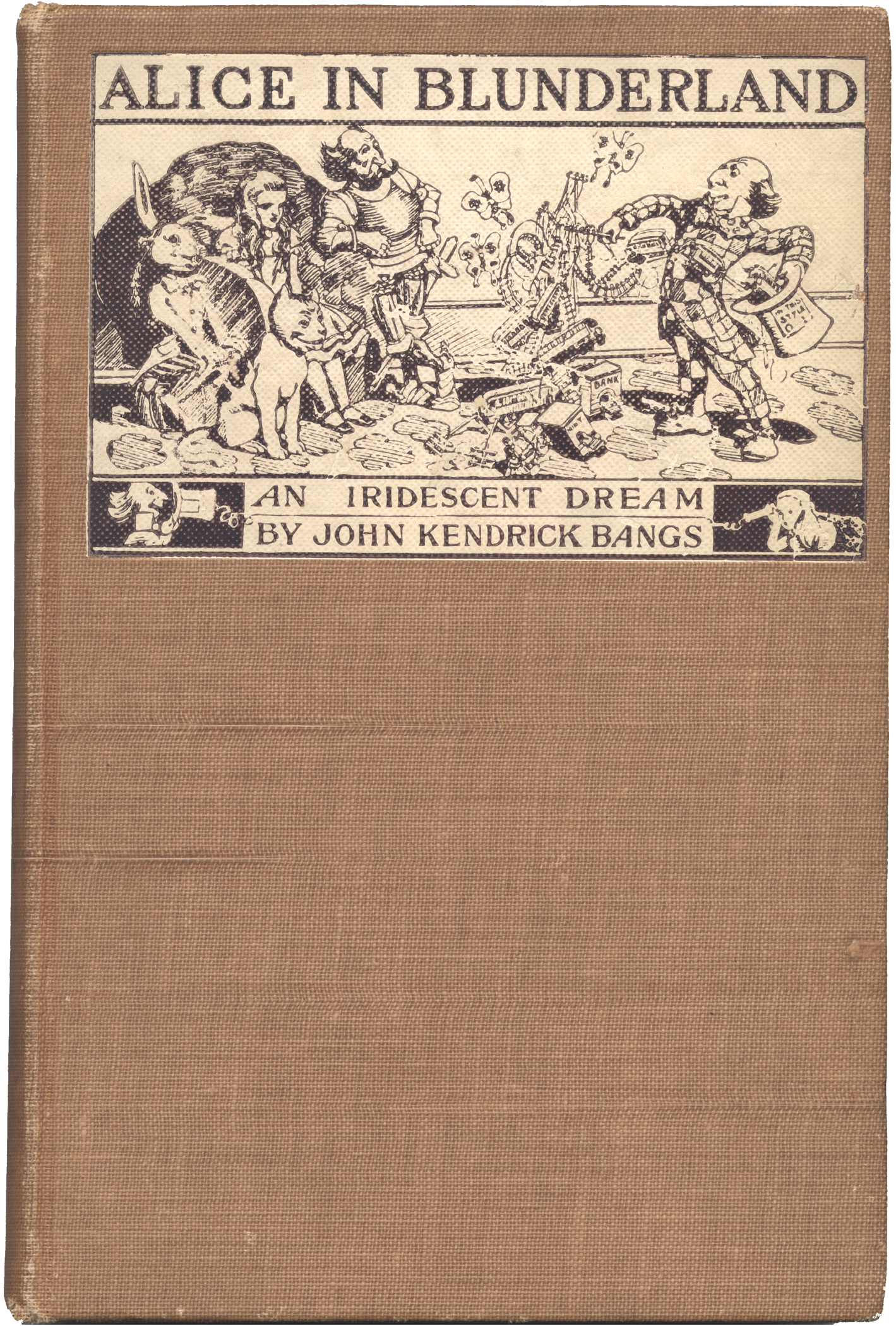
ジョン・バングス『Alice in Blunderland』（1907年）は初期の模作の一つ。

作品の成功によって、『不思議の国のアリス』と続編『鏡の国のアリス』は発表当時から数多くの模倣作を生み出すことになった。例えば19世紀中のものでは、ジョージ・マクドナルド『お目当て違い』（1867年）、ジーン・インジロウ『妖精モブサ』（1869年）、クリスティーナ・ロセッティ『ものいう肖像』（1874年）、ジョージ・エドワード・ファロー『問答の国のウォーリー・バッグ』（1895年）、マギー・ブラウン『王様を捜せ』（1890年）などの模作がある。キャロルが切り開いたこの流れは20世紀に入って以降も受け継がれ、リチャード・ヒューズ『クモの宮殿』（1931年）、マーヴィン・ピーク『行方不明になった叔父さんからの手紙』（1948年）、ステファン・テーマスン『ベッディ・ボットムの冒険』（1951年）、アンソニー・バージェス『どこまで行けばお茶の時間』（1976年）、ギルバード・アダー『針の国のアリス』（1984年）など、現代に至るまで『アリス』に触発されたナンセンス・ファンタジーがしばしば作られている。『Alternative Alices』（1997年）の編者キャロライン・シグラーによれば、『アリス』の模作やパロディーは1869年から1930年の間だけですでに200近くに及んでいるという。
その影響は児童文学・ファンタジーの分野に留まらず、ミステリではエラリー・クイーン 「キ印ぞろいのお茶会の冒険」やフレデリック・ブラウン 『不思議な国の殺人』などの『アリス』をモチーフとした小説が書かれ（日本の推理作家には有栖川有栖という、『不思議の国のアリス』に由来するペンネームをもつ人物もいる）、またSFの分野でもジェフ・ヌーン『未来少女アリス』や漫画『ARMS』などで『アリス』の作品世界が引用されているほか、ウォシャウスキー兄弟の映画『マトリックス』シリーズでも『アリス』への頻繁な言及がある。その他近年の漫画やアニメーション、コンピュータゲームまで、『アリス』の世界やキャラクターをモチーフに借りた作品は数多い（#派生作品も参照）。

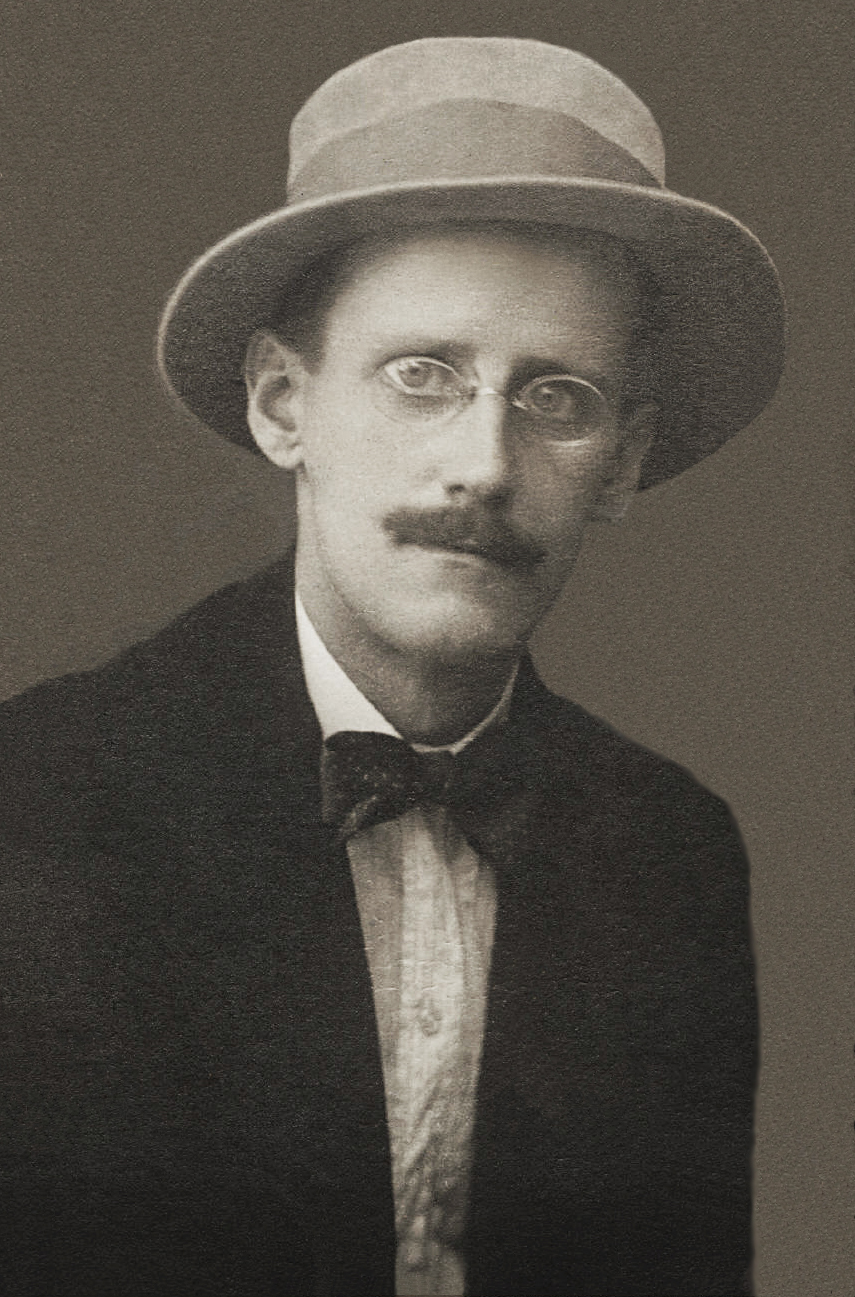
ジョイスの『フィネガンズ・ウェイク』では『アリス』がたびたび言及される。

『アリス』に顕著な影響を受けた20世紀の作家の一人にジェイムズ・ジョイスがいる。ジョイスはキャロルと同様に言語遊戯を駆使した作家でありかばん語の名手であったが、彼が『アリス』を読んだ時期は遅く、最後の小説『フィネガンズ・ウェイク』に取り掛かっていた1927年になってやっと初めて読んだという。しかしこの年以降、『アリス』およびルイス・キャロルから得た素材を進行中の『フィネガンズ・ウェイク』に取り込んでおり、結果作中には明示的な言及を含め『アリス』、キャロルに対する暗喩や引用がしばしば行われている。例えば以下のような文章は、キャロル=ドジソンを視姦者に見立てた性的な暗喩であるとともに、同じ「楽園」を失った苦しみを芸術へと昇華させる芸術家としての立場からの、キャロルへの連帯の呼びかけとも解釈することができる。
| 「 | Though Wonderlawn's lost us forever, Alis, alas, she broke the glass ! Liddell lokker through the leafery, our is mistery of pain. （不思議の国は永遠に失われてしまったけれども。あわれ、あわれ、彼女は鏡を割ってしまった！ 茂みを通して見つめるリデル、苦しみの秘儀は我らのもの。）（大澤正佳訳） | 」 |

同じく作中で言語遊戯を用いることを好んだウラジミール・ナボコフは『アリス』の愛読者であり、まだ若い頃にロシア語への翻訳を試み「最高の訳」を自負している。少女性愛者を扱ったナボコフの代表作『ロリータ』にはエドガー・アラン・ポーが幾度も引用される一方でキャロルの名はいっさい出されていないが、インタビューによれば「何か引っかかるところがあり」作中でキャロルの少女を被写体とした写真趣味などにどうしても触れることができなかったという。ナボコフには『鏡の国のアリス』と同じくチェスを題材にした小説『ディフェンス』、『不思議の国のアリス』と同じくトランプを題材にした小説『キング、クイーン、ジャック』もあり、ナボコフの『首切りへの誘い』の結末は『不思議の国のアリス』のそれと酷似しているともしばしば言われている。

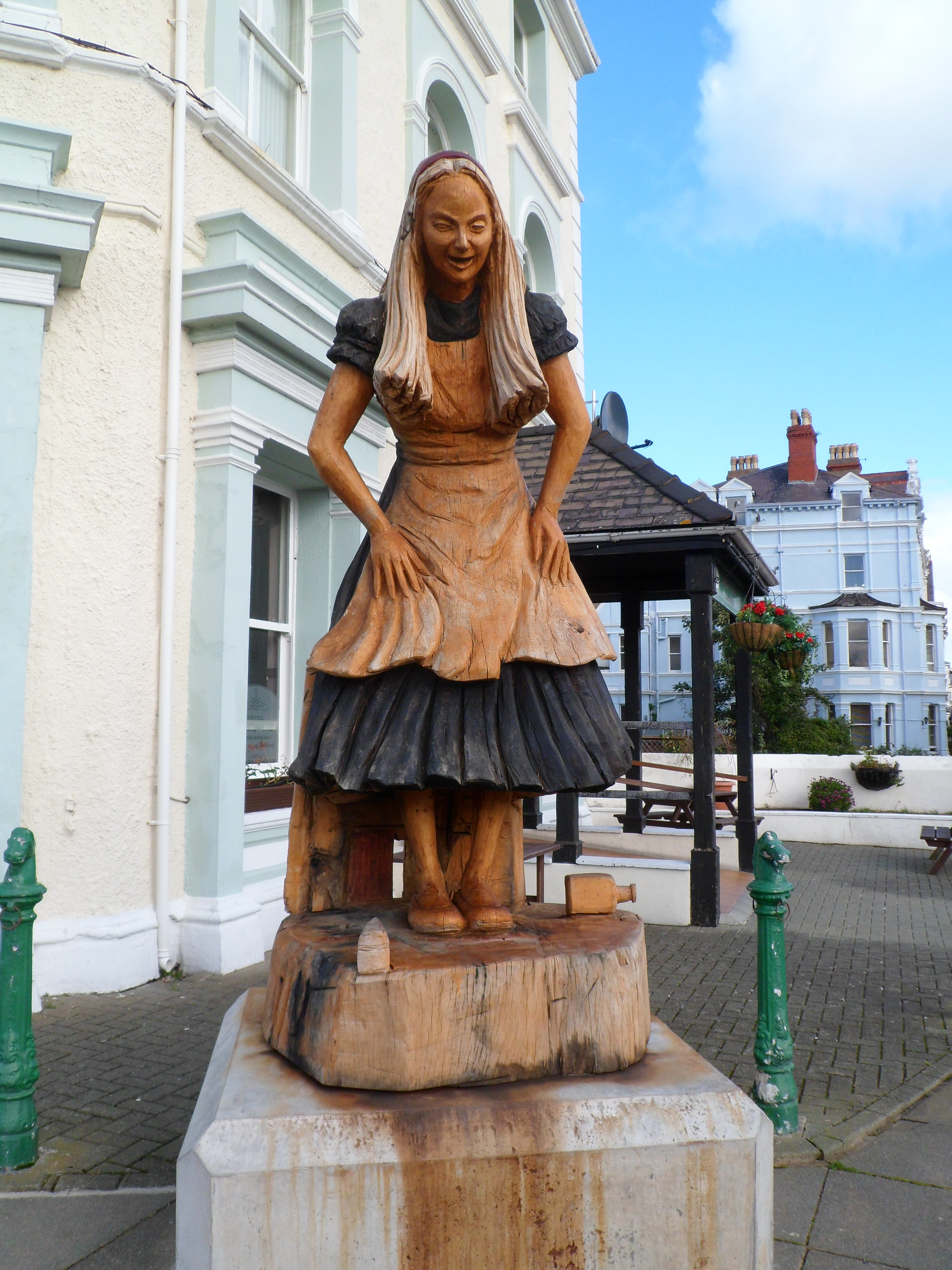
キャロルとリデル家にゆかりの町スランディドノの街角にあるアリスの木像。

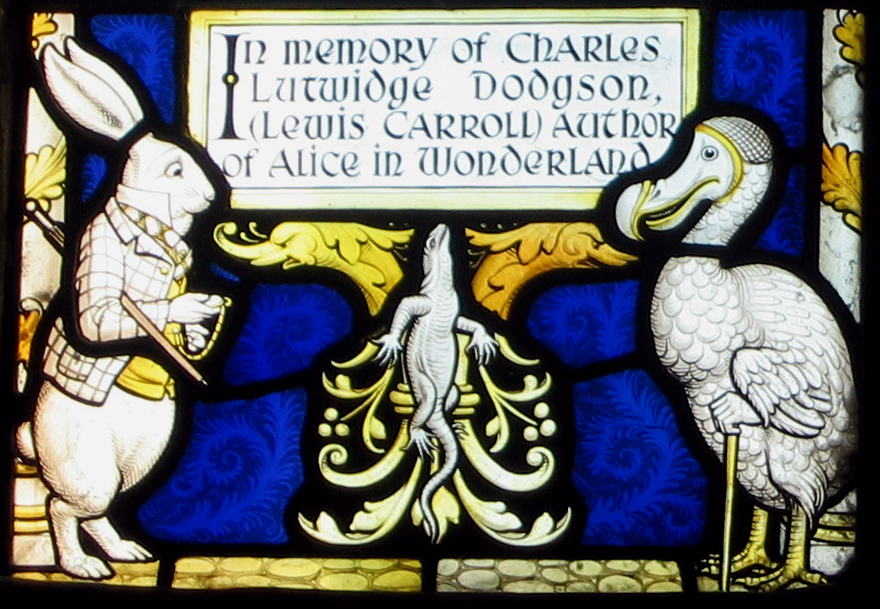
キャロルの生地ダーズバリのオール・セインツ・パリッシュ教会 (en) には、『不思議の国のアリス』のキャラクターを配したステンドグラスが使われている。

20世紀中、「アリス」はシュルレアリスムのインスピレーションの源泉にもなった。アンドレ・ブルトンの『シュルレアリスムとは何か』（1934年）にはシュルレアリスムの精神的祖先としてキャロルの名が挙げられており、ブルトンは1939年には『黒いユーモア選集』に『不思議の国のアリス』の第10章を収録している。アントナン・アルトーも1945年ごろ、アンリ・パリゾーの勧めに従って『鏡の国のアリス』第6章の翻訳を試みている。1950年にはマックス・エルンストがキャロルのノンセンス詩『スナーク狩り』のフランス語版に挿絵をつける一方で、ルネ・マグリットはクノッケ・ズ・ルートのカジノの壁画『魅せられたる領域』の一部として『不思議の国のアリス』を描き、1969年にはサルバドール・ダリが、1970年にはエルンストがリトグラフで『不思議の国のアリス』の挿絵を制作している。
音楽の分野ではデイヴィッド・デル・トレディチが『アリス』を題材とした交響曲をいくつか作っているほか、ジェファーソン・エアプレインの代表曲のひとつ「ホワイトラビット」などポピュラー音楽においても『アリス』はしばしば言及される（#音楽を参照）。作中の詩や童謡に曲をつける試みもたびたび行われており、これらはアリスを翻案したミュージカル、バレエ、オペラなどでも使用されている。このほかテニエルの挿絵をもとにしたアリス・グッズなどが現在も多数販売されており、オックスフォードのアリスショップをはじめとして各地にアリス・グッズの専門店がある。『アリス』の世界とそのキャラクターたちはまた、ロリータファッションにおいて欠かせないモチーフにもなっている。

## 翻訳

初期のロシア語版（1911年）の表紙

『不思議の国のアリス』の最初の外国語訳は1869年2月、原著から3年後に刊行されたドイツ語訳で、Antonie Zimmermann という訳者によるものである。同年8月には Henri Bué の訳によるフランス語版が刊行されている。いずれも出版はロンドンのマクミラン社だが、印刷製本はドイツ、フランスでそれぞれ行われた。このドイツ語版とフランス語の出版にはキャロル自身が関わっており、本の体裁から価格設定、発行部数や紙質まで細かい意見をマクミラン社に伝えている。翻訳の刊行自体がそもそもキャロルの提言によるもので、キャロルは原著の刊行から1年後の1866年8月にはドイツ語およびフランス語で出版する考えを抱いたが、作中に頻出する英語の音韻や文法に依存した言葉遊び・パロディなどのために、当初は「翻訳不可能」だと判断していた。
しかしキャロルの当初の判断にかかわらず、『アリス』はフランス語に続いてスウェーデン語、イタリア語、オランダ語、デンマーク語、ロシア語にただちに翻訳され大陸中に広まっていった。ルイス・キャロル協会のチャールズ・ラヴェットがまとめた1994年の調査によれば、『不思議の国のアリス』と続編『鏡の国のアリス』が翻訳された言語の数は、実際に話され・その言語による出版物があるものに限定すれば62、部分訳や未出版のもの、点字や速記体によるものなども含めれば137におよび、一人の作家の翻訳としては世界一である。

### 日本語訳
日本での『不思議の国のアリス』の初訳は、おそらく須磨子（永代静雄）訳の『アリス物語』で、1908年（明治41年）から翌年にかけて『少女の友』誌に掲載されたものである。ただし1899年（明治32年）に長谷川天渓訳による『鏡の国のアリス』の翻訳（翻案・パロディに近い）が「鏡世界」として『少年世界』に掲載されており、分かっている限りでは続編の訳のほうが早かったことになる。『アリス物語』は12回の連載で、最初の3回が『不思議の国のアリス』の大まかな訳、以降は須磨子の創作になっている。以後つづけて様々な訳者が両アリス物語の訳を手がけているが、初期の翻訳は原文のニュアンスや言葉遊びの再現よりも、ストーリーの面白さを日本の子供に合った形にして伝えることに主眼が置かれ、したがってそれぞれの訳者によってしばしば創作に近い翻案が行われた。主人公の名前も「美（みい）ちゃん」（長谷川天渓訳、明治32年）「愛ちゃん」（丸山薄夜訳 『愛ちゃんの夢物語』、明治43年）「綾子さん」（丹羽五郎訳 『子供の夢』、明治44年）「あやちゃん」（西條八十訳 「鏡國めぐり」、大正10年）「すゞ子ちゃん」（鈴木三重吉訳 「地中の世界」、大正10年）などのように日本風の名前に置き換えられているものが多い。
1920年（大正9年）には、楠山正雄が『不思議の國 第一部アリスの夢、第二部鏡のうら』として、『鏡の国のアリス』と併せた本格的な訳を出版している。1927年（昭和2年）11月には菊池寛と芥川龍之介の共訳による『不思議の国のアリス』の訳『アリス物語』が刊行されている。これは芥川の死去の年に出ており、同年7月に自殺した芥川のあとを継いで菊池が完成させて出版したものである。タイトルに『不思議の国のアリス』がはじめて用いられたのは、おそらく1929年（昭和4年）に『初等英文世界名著全集』の一つとして出された長澤才助訳注による同名の学習者向けの書であり、読み物としては1934年（昭和9年）に金の星社から刊行された大戸喜一郎訳のものが初と思われる。以後しばらく『不思議の国の』と『不思議な国の』が共存したあと『不思議の国のアリス』が定着するようになった。大戦後も矢川澄子、北村太郎、高橋康也、高山宏、柳瀬尚紀、高杉一郎、生野幸吉、脇明子、河合祥一郎、山形浩生、岩崎民平ほか多くの人物が翻訳を手がけている。両アリス物語の日本語訳は前述のような翻案に近いものや抄訳なども含めて、1998年時点で150種前後が存在しており、現在も訳者とイラストレーターとを様々に組み合わせた多数の『アリス』が書店に並んでいる。さらにインターネット上にも個人翻訳家による多くの訳や、そのまとめが存在する。

## 翻案

### 舞台化
キャロルは『不思議の国のアリス』を舞台作品にしたいという思いを早くから抱いており、そのための様々なアイディアを当時の日記に書き付けていた。しかしなかなか実現にはいたらず、1886年、劇作家のヘンリー・サヴィル・クラークの協力を得ることによってようやく舞台化が実現した。これはウォルター・スローターの楽曲によるミュージカル（オペレッタ）で、クラークは4か月かかって台本を書き、その間にキャロルが出した様々なアイディアのいくつかも採用している。主演にフィービ・カーロが抜擢されたのもキャロルの推薦によるものである。オペレッタ『不思議の国のアリス―子供たちのための夢の劇』は1886年12月23日、ロンドンのプリンセス・オブ・ウェールズ劇場で初演されて好評を博し、以後40年にわたってクリスマスシーズンの主要演目として上演が続けられた。キャロルの死後には、演劇、オペラ、バレエ、パントマイムなど世界各国において様々な形で舞台化が行われている。

### 映像化
『不思議の国のアリス』は20世紀の初頭にはじめて映画化されて以来、100年以上にわたって映像化の試みが続けられている。初の映像化は1903年、セシル・ヘプワース監督、メイ・クラーク主演によるイギリス映画『不思議の国のアリス』で、紙芝居のように展開が切り替わる8分ほどの無声映画であった。1915年にはW.W.ヤング監督によって初の長編（52分）が撮られており、この作品ではぬいぐるみを使いテニエルの挿絵を忠実に再現している。1933年にはノーマン・Z・マクロード監督によって本格的なトーキー映画が撮られた。
1951年のディズニーによるアニメ映画『ふしぎの国のアリス』は、公開当初は必ずしも高い評価を得られなかったものの、青い服を着たアリスのイメージはその後の作品解釈に大きな影響を与えている。ティム・バートン監督による、最新のCG技術を駆使して作られた2010年の実写映画『アリス・イン・ワンダーランド』は、ディズニー映画の設定を踏まえた後日談のかたちをとったものである。ウィリアム・スターリング監督による1972年の『不思議の国のアリス』以後は、大きな予算を投じて大物俳優をそろえたミュージカル仕立ての作品が主流になっている。
以降もアリス・リデルの生涯とからめて作品世界を再現した『ドリームチャイルド』（1985年）、独自の感性で原作の不条理な世界を再現したヤン・シュヴァンクマイエルによる人形アニメーション『アリス』（1988年）などがある。

### 漫画化
原作の内容に沿った漫画化には以下のようなものがある（パロディ作品等は後掲）。
- 大谷美恵 『不思議の国のアリス』（学研、1985年）-「ハイコミック名作」シリーズの1。
- Glenn Diddit Glenn Diddit's Alice's Adventures In Wonderland (CreateSpace Independent Publishing Platform, 1988) - 読み書き支援活動家による逐字的な漫画化で、テニエルの画風にあわせたスタイルが取られている。白黒版とカラー版で刊行されている。
- Leah Moore, John Reppion (adaptation), Erica Awano (illust) The Complete Alice in Wonderland (Dynamite Entertainment, 2005) - 作画のエリカ・アワノは日系3世のブラジル人漫画家で、日本の漫画に近いスタイルで描かれている。
- 木下さくら 『ALICE IN WONDERLAND Picture Book』（幻冬舎コミックス、2006年）- フルカラーの大型本。
- たむら純子 『不思議の国のアリス』（学習研究社、2010年）- 「名著を漫画で！」シリーズの一つで、少女マンガ風のスタイルで描かれている。
- 阿部潤　『コミック版 アリス・イン・ワンダーランド』（講談社、2010年、全2巻）- 原作小説ではなく、2010年の翻案映画『アリス・イン・ワンダーランド』を漫画化したもの。『TOKYO1週間』連載。

### 絵本化
原作の内容に沿った絵本は以下の通り。
- 平田昭吾（作）、高橋信也（絵）『ふしぎの国のアリス』（ポプラ社、1986年1月）- 「世界名作ファンタジー 17」として出版。
- 平田昭吾（作）、大野豊（絵）『ふしぎの国のアリス』（ブティック社、1991年7月）- 「よい子とママのアニメ絵本 48 せかいめいさくシリーズ」として出版。
- 照沼まりえ（作）、さくましげ子（絵）『ふしぎの国のアリス』（永岡書店、2002年1月）- 「世界名作アニメ絵本 25」として出版。
- はやのみちよ（作）、ぽっぷ（絵）『ふしぎの国のアリス』（ポプラ社、2006年4月）- 「POP WORLD」として出版。
- 上崎洋一（作）、あぼしまこ（絵）『ふしぎの国のアリス』（コアマガジン、2007年8月）- 「ティアラ! 名作劇場」としてアニメムック『ティアラ!』に収録。朗読CD（脚本：たかはた喬、アリス：能登麻美子、朗読：井上喜久子 ）封入。
- きたなおこ（翻訳）、マリア・テイラー（絵）『ふしぎの国のアリス』（大日本絵画、2014年12月）- 仕掛け絵本「つまみひきとびだししかけえほん」として出版。

### 楽曲化
- 日本のクラシックの作曲家木下牧子により、本作の児童文学をテーマとした子供のためのピアノ曲集『不思議の国のアリス』が、カワイ出版からの依頼を受けて1993年に作曲された。全10曲からなる。曲が進むにつれて、次第に難易度が高くなるのが特徴的である。子供のために作曲された曲集の割には、終曲辺りからはオクターヴを抑え込む箇所が存在する。なお、作曲家の木下には同名のオペラ作品が存在するが、この曲集とは別作品である。

## 派生作品
以下では『不思議の国のアリス』をモチーフとして作られた後世の創作を挙げる。原則として『アリス』が作品全体を通して明確なモチーフとなっているものに限り、作中で引用や言及があるに過ぎないもの、題名のみのパロディなどは除く。パロディ映画などについては不思議の国のアリスの映像作品#パロディなども参照。

### 文学
- アンナ・マトラック・リチャード 『A New Alice in the Old Wonderland（英語版）』（1895年） - 米国の作品。アメリカ人の少女アリス・リーが、本で読んだ旧世界の「不思議の国」の中に迷い込み、キャロルの『アリス』に登場した様々なキャラクターたちと出会うというもの。
- サキ 『ウェストミンスター・アリス（英語版）』（The Westminster Alice, 1902年） - サキの連作集。『アリス』のキャラクターたちを借りて当時のイギリスの政治界を風刺したもの。
- ジョン・ケンドリック・バングス 『Alice in Blunderland（英語版）』（1907年） - 経済学的な主題を扱った米国の『アリス』パロディ作品。
- エラリー・クイーン 「キ印ぞろいのお茶会の冒険」（The Adventure of the Mad Tea-Party, 1934年）- 短編推理小説。子供の誕生パーティのために大人たちが『不思議の国のアリス』劇の予行演習をするが、その夜、屋敷の主人が帽子屋の扮装をしたまま行方不明になる。『エラリー・クイーンの冒険』に収録。
- フレデリック・ブラウン 『不思議な国の殺人』（Night of the Jabberwock, 1950年）- 長編推理小説。ある田舎の新聞記者が『不思議の国のアリス』マニアの集会に参加し、そこで殺人事件に巻き込まれる。
- 別役実 『不思議の国のアリス』（1970年）- 別役実の第二戯曲集。『アリス』をモチーフにした不条理劇「ふしぎの国のアリス」「アイ・アム・アリス」を所収。紀伊国屋演劇賞受賞作品[108]。
- ダグラス・ホフスタッター『ゲーデル・エッシャー・バッハ』- 1979年に原著刊行。3部作に描かれているできごとや会話の論理、詩文の表現などについて言及している。また、挿話には3部作のキャラクターたちが登場する。
- 辻真先 『アリスの国の殺人』（1981年）- 長編推理小説。童話編集者を志す青年が、ワンダーランドの中の「チェシャ猫」密室殺害事件に巻き込まれる。現実の事件とワンダーランドの事件とが交互に展開する構成で、後者には『アリス』をベースにしつつ『オズの魔法使い』や漫画のキャラクターなども登場する。第35回日本推理作家協会賞受賞作。
- ギルバート・アダー 『針の国のアリス（英語版）』（Alice Through the Needle's Eye, 1984年） - 三作目のアリスとして書かれたノンセンス・ファンタジー。この作品ではアリスは針の目を通り抜けて、アルファベットをモチーフとした異世界に迷い込む。
- 中原涼 『アリスシリーズ』 - 『受験の国のアリス』（1987年、講談社X文庫）からつづくジュブナイル小説シリーズ。『不思議の国のアリス』を愛読する主人公タカシが、さらわれたアリスを救うために仲間とともに異次元を冒険するという内容。NHK教育番組『天才てれびくん』内で『アリスSOS』としてアニメ化された。
- 河出文庫 『不思議の国のアリス・ミステリー傑作選』（1988年）- 『不思議の国のアリス』をモチーフとするミステリを集めたアンソロジー。海渡英祐「死の国のアリス」、石川喬司「アリスの不思議な旅」、都筑道夫「鏡の国のアリス」、邦正彦「不思議の国の殺人」、小栗虫太郎「方子と末起」、中井英夫「干からびた犯罪」、山田正紀「襲撃」（連作短編集『ふしぎの国の犯罪者たち』に収録されている）を収録。
- スティーヴン・ミルハウザー 「アリスは落ちながら」（Alice, Falling, 1990年）- 『不思議の国のアリス』の冒頭の、ウサギ穴を長い時間をかけてアリスが落下する場面を、さらに原作の記述の10倍ほどの長さを使って書き綴った短編。『バーナム博物館』に収録。
- ジェフ・ヌーン 『未来少女アリス』（Automated Alice, 1996年）- 3作目のアリスと銘打たれたSF小説で、アリスは奇妙な生物がのさばる未来のマンチェスターに迷い込む。文体もキャロルのそれに倣った言葉遊びの多いものになっている。
- 北村薫 『野球の国のアリス』 （2008年、講談社） - 野球好きな現代の少女アリスを主人公にしたファンタジー風の作品で、随所に『不思議の国のアリス』『鏡の国のアリス』のモチーフが現れる。「ミステリーランド」シリーズの1冊として刊行。
- グレゴリー・マグワイア 『アリスはどこへ行った？』（2016年、富永和子訳、ハーパーコリンズ・ジャパン） - 著者は、ブロードウェイ・ミュージカル『ウィキッド』の原作者。
- 『アリス殺人事件: 不思議の国のアリス ミステリーアンソロジー』（2016年、河出文庫） - 有栖川有栖、宮部みゆき、篠田真由美、柄刀一、山口雅也、北原尚彦（著）
- 小林泰三『アリス殺し』（創元推理文庫、2019年） -  大学院生・栗栖川亜理は、夢を見るたびに「不思議の国」を訪問するが、ミステリ的な事件が起こる。

### パズル
- ふしぎの国のアリスの算数パズル（やさしい科学 (別巻1)） – 1983年10月1日 山崎直美 さ・え・ら書房
- パズルランドのアリス―80歳以下の子どもたちのためのキャロル的おはなし – 1985年4月1日 レイモンド・M・スマリヤン（著）、市場泰男（翻訳） 社会思想社
  - パズルランドのアリス1、2 ハヤカワ文庫NF – 2004 レイモンド・M・スマリヤン（著）、市場泰男（翻訳）
- 鏡の国のアリスの算数パズル（やさしい科学） 1985年9月1日 山崎直美 さ・え・ら書房
- アリスとキャロルのパズルランド 不思議の国の謎解きブック 2014年12月5日 R・W・ガランド（著）、エドワード・ウェイクリング（監修）グラフィック社

### 漫画
- めるへんめーかー『ふらいど・えっぐ・む～ん』（1981年）『別冊花とゆめ』1981年秋の号[109] / 花とゆめCOMICS[110] / クイーンズセレクション[111] - 主人公姉妹がワンダーランドに迷い込む。
- 高河ゆん 『ありす IN WONDERLAND』 （1989年 - 1991年）- 主人公の女子高生・仙道ありすと、犬に姿を変えた207代ルイス・キャロルとのラブストーリーを描くファンタジー。『プリティ』連載、2巻。
- アラン・ムーア原作、メリンダ・ゲビー作画 『Lost Girls（英語版）』（1991年 - 1992年）- アリス、ウェンディ（『ピーター・パン』）、ドロシー（『オズの魔法使い』）の3人のヒロインが成長した姿で出会い、たがいのエロティックな冒険を語りあうという趣向のアメリカンコミック。
- CLAMP 『不思議の国の美幸ちゃん』（1993年 - 1995年）- 主人公の女子高生・美幸ちゃんが異世界に迷い込み、毎回トラブルに見舞われるというストーリーで、『アリス』のキャラクターをベースにした女性キャラクターが多数登場する。『月刊ニュータイプ』連載、1巻。
- 小林瑞代 『不思議の国の少年アリス』（1993年 - 1995年）- 不思議の国・夢の島アイランドに迷い込んだ少年・工藤亜利州がハートの国の婚約者のアリスに間違えられ、王子に迫られ結婚させられそうになるドタバタコメディ。『ウィングス』連載。未完。単行本全2巻、文庫全2巻（単行本未収録収録）。
- 皆川亮二 『ARMS』（1997年 - 2002年）- 『アリス』のキャラクターを生物・科学兵器のモチーフとしたSF漫画。『週刊少年サンデー』連載、全22巻。テレビアニメ化された。
- 胡桃ちの『Dia duit』(2001年 - 2007年) - 『アリス』のキャラクターをベースにしたキャラクターが複数登場するコメディストーリー4コマ漫画。現世とあの世の狭間にあるカフェ「ディア デュイット」で働く少女アリスが毒舌を吐きながらも迷える魂を癒し導く話。『まんがくらぶオリジナル』連載、全3巻。
- 介錯 『鍵姫物語 永久アリス輪舞曲』 （2004年 - 2006年） - 幻の3作目のアリスの物語を巡る少年少女達の戦いを描くファンタジーコミック。『月刊コミック電撃大王』連載、全4巻。テレビアニメ化された。
- 望月淳 『PandoraHearts』（2006年 - 2015年）- 『アリス』ほか児童文学をモチーフにしたファンタジー作品。「チェイン」と呼ばれる特殊な生命体として『アリス』のキャラクターをベースにしたものが多数登場する。『月刊Gファンタジー』連載、全24巻。テレビアニメ化された。
- J.D.モルヴァン原作、藤原カムイ作画 『LOVE SYNC DREAM』（2008年 - 2011年）- 舞台を現代に移しながら、飲んだり食べたりすると体が伸び縮みするアイテム、チェシャ猫、ウサギ、女王などが登場する『不思議の国のアリス』をベースにしたファンタジー。『月刊COMICリュウ』連載、全2巻。
- Tommy Kovac 原作、Sonny Liew 作画 『Wonderland』（2009年） - Disney Pressより刊行されたグラフィックノベル。『不思議の国のアリス』の中で白ウサギがアリスと取り違えた女中である「メアリー・アン」を主人公にした物語。
- 麻生羽呂『今際の国のアリス』（2010年 - 2016年） ‐ 高校生の有栖良平らが荒廃した世界 ‐ 今際の国に迷い込むデスゲーム系のサバイバル・サスペンス。アリス、ウサギなど登場人物の名前の多くが『不思議の国のアリス』からとられている。『週刊少年サンデーS』連載。
- 原作・二宮愛、漫画・片桐いくみ 『Are you Alice?』（一迅社、2009年）- 元々ドラマCDとして発売された作品を漫画化したもの。主人公のアリスが男であり、また白うさぎを殺すゲームに参加させられるなど、いくつか原作とは違う点が多く見られる。
- ぺぷ 『白アリッッ』 - 『アリス』と『白雪姫』を題材とした作品。『月刊シルフ』で連載されていた。ミラという別世界に迷い込んでしまった白雪という少女が元の世界に戻るため、アリス（男性）とともに行動する。白雪が元の世界に戻るためには「アリスをミラの王にする」という条件がある。なお、アリスはドSな性格である。
- 記伊孝 『インクリング・アリス』 アリスを主人公としながら、様々な児童文学世界を融合させ、『1984』『神曲』『グスコーブドリの伝記』等、社会批評性の高い文学作品をも取り込み、独自の世界を作っている。

### 音楽
- ニール・セダカ 「アリス・イン・ワンダーランド」（1962年）- シングルとして発表された。
- ジェファーソン・エアプレイン 「ホワイト・ラビット」（1967年）- アメリカのサイケデリック・ロック・バンドによる『アリス』の世界をモチーフにした楽曲。LSD的な感覚でアリスの作品世界のキャラクターたちが歌われる。アルバム『シュールリアリスティック・ピロー』収録。
- チック・コリア 『The Mad Hatter』（1978年）- ジャズアルバム。アルバム名をはじめ『不思議の国のアリス』『鏡の国のアリス』をモチーフにした構成になっている。
- 谷山浩子 『もうひとりのアリス』（1978年）- 『アリス』を題材にした「アリス」「不思議なアリス」を収録したアルバム。谷山は以降も「向こう側の王国」（『翼』）、「意味なしアリス」（『宇宙の子供』）、「ウサギ穴」（『月光シアター』）など、『アリス』を題材にした楽曲を数曲作っており、また作中詩「ウミガメスープ」「公爵夫人の子守歌」「ハートのジャックが有罪であることの証拠の歌」に曲をつけるといった試みも行っている[112]。
- デイヴィッド・デル・トレディチ 『ソプラノと管弦楽のための「少女アリス」』（1980年 - 1981年） - 『アリス』に着想を得た4部からなる楽曲で、トレディチは第一部「夏の日のおもいで」でピューリッツァー賞を受賞している。ほかにも『アリス交響曲』（1969年）、『ファイナル・アリス』（1976年）など、『アリス』に着想を得た複数の楽曲を作っている。
- トム・ペティ&ザ・ハートブレイカーズ『ドント・カム・アラウンド』（1985年）-　プロモーションビデオの内容が『アリス』に着想を得ており、トム・ペティは帽子屋に扮して出演。お茶会のシーンではアリス役の女性が大きくなったり小さくなったりする。
- 沢田知可子「アリスの季節」（1988年） - 『不思議の国のアリス』をイメージした楽曲。NHKの『みんなのうた』で放送された。
- My Little Lover 「ALICE」（1996年）
- エアロスミス 「サンシャイン」（2001年） - 『ジャスト・プッシュ・プレイ』収録のロック音楽。歌詞のなかでアリスをはじめとする不思議の国のキャラクターたちが言及される。ミュージックビデオではスティーヴン・タイラーがブロンドのアリスを守ろうとする映像が白ウサギ、赤の女王らの姿とともに撮られた。
- トム・ウェイツ 『アリス』（2002年）- ロバート・ウィルソン演出のミュージカル版『アリス』（1992年初演）のために作られた楽曲を収録したロック・アルバム。
- BUCK-TICK 「Alice in Wonder Underground」（2007年） - 日本のロックバンドによる『アリス』をイメージしたシングル曲。
- アヴリル・ラヴィーン 「アリス」（2010年）- 映画『アリス・イン・ワンダーランド』（2010年）の主題歌として制作されたもので、主人公アリスの立場に立った歌詞になっている。映画のサウンドトラック『オールモスト・アリス』にも収録。
- OSTER project 「Alice in Musicland」（2010年）- 『不思議の国のアリス』をモチーフにした楽曲。初音ミクがアリス役を演じる。アルバム『Cinnamon Philosophy』のために作曲され、翌年に動画が投稿された。
- さくら学院 「スリープワンダー」（2012年）- 『不思議の国のアリス』の世界をイメージした曲。
- テイラー・スウィフト 「ワンダーランド」 （2014年）- 『不思議の国のアリス』のストーリーに自身の恋愛を重ね合わせた曲。アルバム『1989 (テイラー・スウィフトのアルバム)』のデラックスエディションに収録。
- 米津玄師「爱丽丝」（2017年） - 『不思議の国のアリス』をモチーフとした楽曲。アルバム『BOOTLEG』へ収録。

### コンピュータゲーム
- マイクロキャビン 『不思議の国のアリス』（1984年、PCゲーム） - 原作のストーリーをベースにしたコマンド入力式テキストアドベンチャーゲーム。PC-8001版を最初に発売し、その後MSXなど多くの機種に移植された。
- ナムコ 『メルヘンメイズ』（1988年、アーケードゲーム） - 『不思議の国のアリス』『鏡の国のアリス』をベースにしたアクションシューティングゲーム。アリスを操り、攻撃手段であるシャボン玉を飛ばして敵キャラクターを倒していく。
- フェイス 『不思議の夢のアリス』（1990年、PCエンジン）- 横スクロールアクションゲーム。アリスを操作して、魔女にさらわれた童話の主人公たちを助け出すというもの。
- エレクトロニック・アーツ 『アリス イン ナイトメア』（2000年、PCゲーム） - 3Dアクションゲーム。原作小説の後日談というストーリー設定で、アリスを主人公にしつつホラー要素が加えられている。
  - 『アリス マッドネス リターンズ』（2011年、PCゲーム） - 上記続編として制作された3Dアクションゲーム。
- グローバル・エー・エンタテインメント 『不思議の国のアリス』（2003年、ゲームボーイアドバンス・PlayStation 2) - 『不思議の国のアリス』の世界を基にしたマップ開拓型カードゲーム・ボードゲームで、カードにテニエルのイラストがそのまま使用されている。
- サンソフト 『歪みの国のアリス』（2006年、携帯アプリゲーム）- 『不思議の国のアリス』をベースにしたホラーノベルゲーム。
- QuinRose 『ハートの国のアリス』シリーズ（2007年 - 、PCゲーム）- 『不思議の国のアリス』をベースにした女性向けのノベルゲーム（乙女ゲーム）で、チェシャ猫、帽子屋、三月ウサギなどをモチーフにした美青年キャラクターが登場する。『クローバーの国のアリス』（2007年）以下複数の続編が作られており、漫画、小説およびアニメ映画にも翻案されている。
- シルバースタージャパン『ラビ×ラビ』シリーズ（2010年 - 、ニンテンドーDSi他） - 登場キャラクターの多くが『不思議の国のアリス』をモチーフとしているアクションパズルゲーム。
- ポッピンゲームズジャパン『アリスの不思議なティーパーティー』（2013年、iOS・Android） - ゲームアプリとして配信。自分の造った庭に、『不思議の国のアリス』に登場するキャラクターたちを招待できる。配信終了し、2015年にリニューアル作として『新アリスの不思議なティーパーティー』が発表されている。
- インテンス『脱出ファンタジー アリス・イン・エスケープランド』（2016年、ニンテンドー3DS） - ダウンロード専用ソフトとして配信。『不思議の国のアリス』を舞台とした脱出ゲーム。本の世界に案内してもらった青年が、おかしくなったアリスの世界から脱出を目指す[113]。

### 写真集
- 沢渡朔 『少女アリス』（1973年、河出書房新社）- アリスをモチーフにした少女写真集。